# بخش شیبئی
بخش شیبئی (به لاتین: Shibei District) یک منطقهٔ مسکونی در چین است که در چینگ‌دائو واقع شده‌است. بخش شیبئی ۶۳٫۱۸ کیلومتر مربع مساحت و ۱٬۱۱۱٬۰۰۰ نفر جمعیت دارد و ۳۲ متر بالاتر از سطح دریا واقع شده‌است.